# Antoniánský maronitský řád
Antoniánský maronitský řád (latinsky Ordo antonianorum maronitarum) je mužský katolický řád, jehož zkratkou je O.A.M.

## Historie
Řád byl založen Jibra'ilem al-Bluzani, maronitským arcibiskupem Aleppa, pro oživení starobylého antoniánského mnišství.
Dne 15. srpna 1700 byli odesláni kněží Hage a Kraiker na kopec Aramta do Brummany, na starobylé území svatyně zasvěcené svatému prorokovi Izajášovi, aby zde založili klášter, který se stal mateřským sídlem řádu.
Emír Abdullah Abillamah, hlava drúzú podporoval jejich práci; řád byl schválen 17. ledna 1740 brevem Misericordiarum pater papeže Klementa XII.

## Aktivita a šíření
Zapojují se do různých pastoračních a sociálních prací pro maronitskou komunitu.
Mimo Libanonu se nacházejí v Austrálii, Belgii, Kanadě, Francii, Itálii a v Sýrii. Generální sídlo se nachází v konventu Saint Roch v Dekwaneh, v Bejrútu.
K 31. prosinci 2008 měl řád 34 klášterů se 174 řeholníky, a z toho 131 kněží.